# Irvin Stokes
Pour les articles homonymes, voir Stokes.
Irvin Sonny Stokes est un trompettiste de jazz américain né à Greensboro, Caroline du Nord le 11 novembre 1926. Il a joué avec Lou Donaldson dans des orchestres de Greensboro. En 1949, à New York, il joue avec Charlie Singleton et Cecil Payne. Plus tard, on le retrouve en 1958 dans le grand orchestre de Buddy Johnson. Il fait aussi partie du groupe du batteur Bobby Donaldson (1960). Dans les années 1960, il joue à nouveau avec Lou Donaldson, puis avec le grand orchestre d'Earl Hines (1967). Il continue jouer avec Lou Donaldson dans les années 1970, puis rejoint l'orchestre de Thad Jones-Mel Lewis avant de tourner en Europe avec Panama Francis et ses Savoy Sultans (1979) avec lesquels il se produit plusieurs années. Il joue aussi avec George Kelly (en) et ses Jazz Sultans, puis à la fin des années 1980 travaille avec Bobby Watson, Illinois Jacquet, le saxophoniste Ted Harris, Nat Pierce, Tad Shull, En 1995, il enregistre avec le pianiste Bross Townsend, puis rejoint le big band de George Gee.

## Discographie
- avec Buddy Johnson: Go ahead and rock (Roulette, 1958)
- avec Bobby Donaldson: Jazz unlimited (Golden Crest, 1960)
- avec Lou Donaldson: The man with a horn (Blue Note, 1963)
- avec Earl Hines: Blues in thirds (Jazz & Jazz, 1967)
- avec Panama Francis: Gettin' in the groove (Black and Blue, 1979)
- avec George Kelly: In Cimiez (Black and Blue, 1979)
- avec Panama Francis: Groovin' (Stash, 1982)
- Broadway (Black and blue, 1984)
- avec Oliver Jackson: Billie's bounce (Black and Blue, 1984)
- avec Tad Shull: Deep passion (Criss Cross, 1990)
- Just friends (Arbors Jazz, 1997)